# PA md. 86突擊步槍
1986年型5.45毫米自動步槍（羅馬尼亞語：Pușca Automată, calibrul 5,45 mm, Model 1986，簡稱：PA md. 86）是一款由羅馬尼亞研製的突擊步槍，至今仍為羅馬尼亞軍隊的制式步槍。
該槍的出口版本被命名為「AIMS-74」。

## 歷史
當蘇聯換裝5.45×39毫米的AK-74後，便積極地鼓勵華沙條約各國效仿，換裝5.45毫米口徑的步槍。在1980年代中期，羅馬尼亞已決定改用5.45毫米口徑，但今次羅馬尼亞人決定獨自研製自己的步槍，而不是再一味地仿製蘇聯的槍械，因此他們採用的新槍並沒有完全仿製AK-74。這個決定導致他們在研製PA md. 86時運用了一些來自AK-74原型槍較落後的設計原素。

## 設計
PA md. 86能使用鳥籠型的槍口制動器或消焰器（專為特種部隊而設）。另外，此槍也具備一些特色，包括：向上彎曲的拉機柄、鋼絲型可摺式槍托（這是參考東德AK步槍的設計，但此槍的槍托稍微向左偏移）以及傳統的垂直式前握把。PA md. 86的下護木是由層壓木製成、而手槍握把及上護木則由膠木製成。
戰鬥潛水員使用的PA md. 86的護木是不具前握把的，因為軍方考慮到這會妨礙潛水員的行動並顯得笨重。
此槍亦能夠透過更換護木以加裝AG-40榴彈發射器和戰術燈等配件。較特別的是，羅馬尼亞本國使用的PA md. 86配用一種金屬沖壓成形的彈匣，而非AK-74式的塑料彈匣。
PA md. 86亦是少數地具三發點放功能的AK步槍。

## 衍生型

### 卡賓槍型
PA md. 86的卡賓槍型命名為短管1986型（PA md. 86 cu țeavă scurtă），專門針對特種部隊及載具人員而設。

### 民用型
PA md. 86步槍的半自動民用型包括：Romak 992、Romak 2、Intrac Mk II、CUR-2、WUM-2、SAR 2和WASR 2。

### 機槍型
PA md. 86亦有RPK-74的仿製型，命名為md. 93。與md. 86一樣，該槍亦具三發點放功能。

## 使用國
- 阿富汗
- 巴拉圭

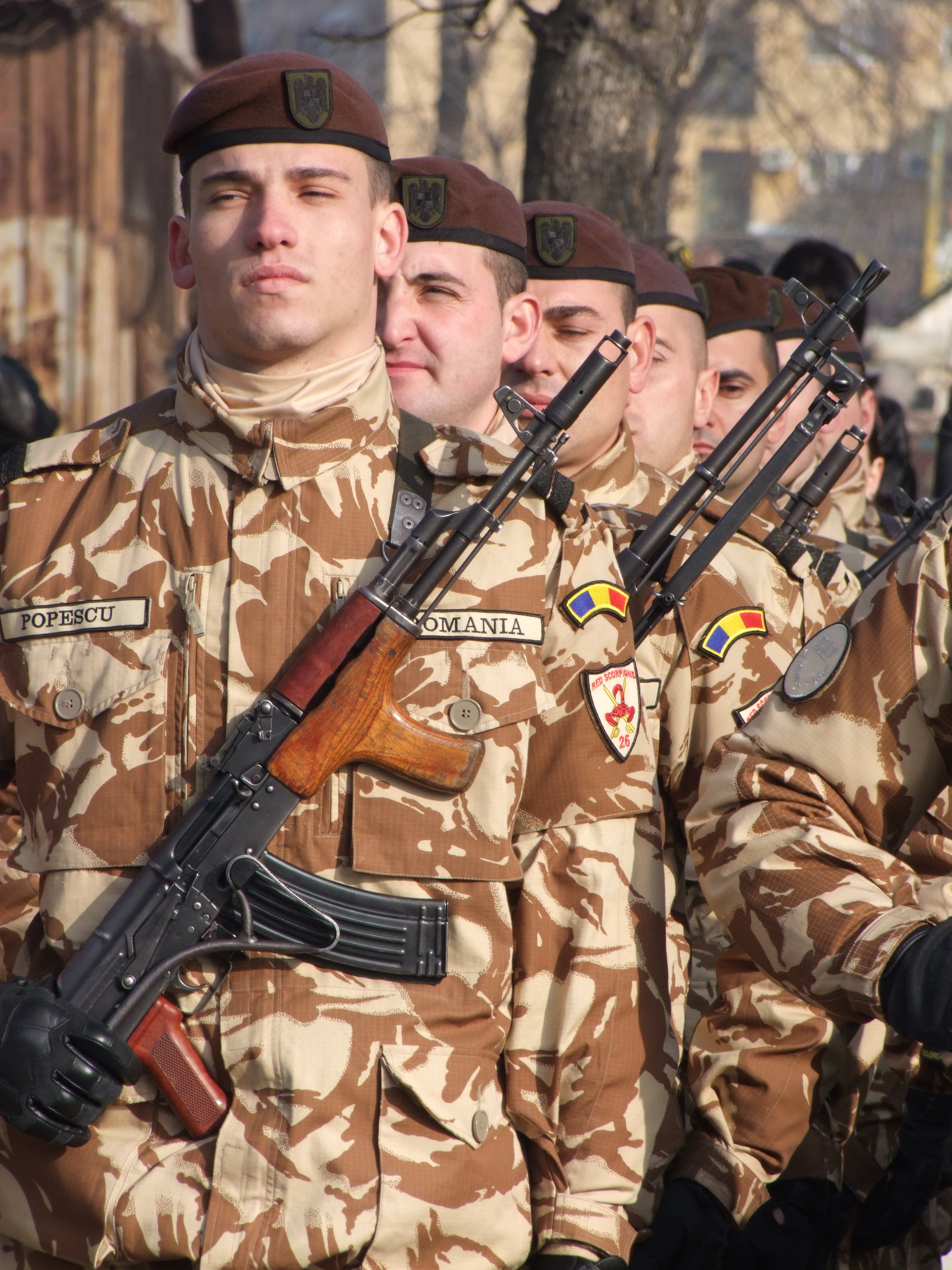
羅馬尼亞軍目前的主力步槍仍然是md. 86

- 羅馬尼亞－至今仍為羅馬尼亞軍隊的制式步槍。

## 圖片

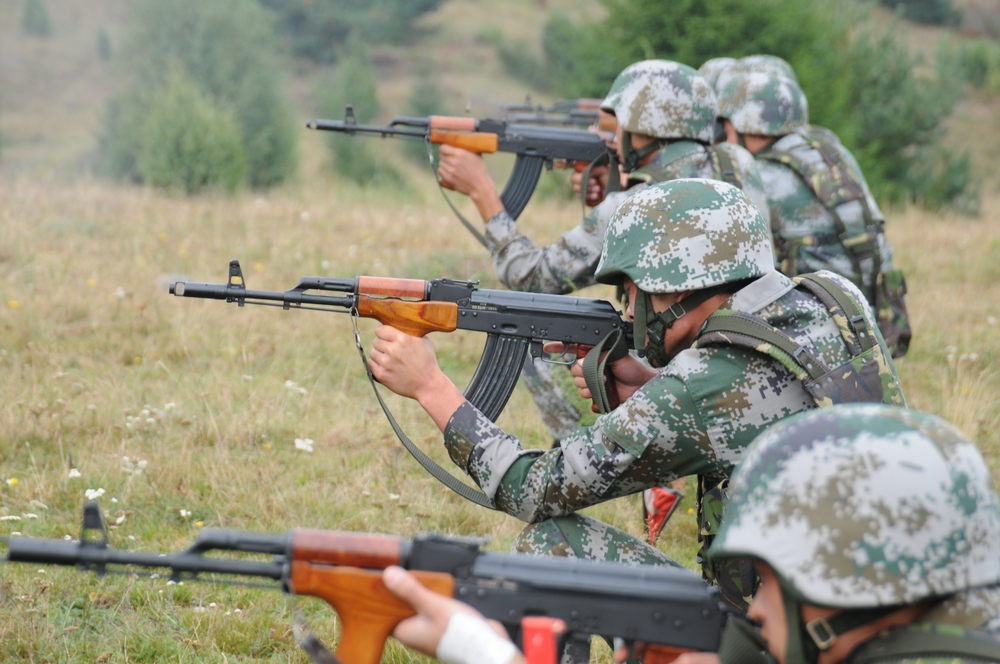
在2009年中國與羅馬尼亞聯合軍演之中使用PA md. 86的中國人民解放軍士兵
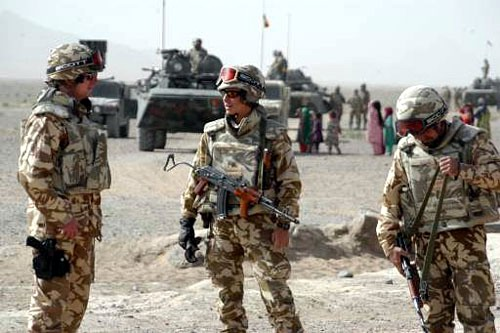
在阿富汗的羅馬尼亞士兵

## 另見
- PM md. 63
- AK
- AK-74
- AKM